# Natterers pepervreter
De Natterers pepervreter (Selenidera nattereri) is een vogel uit de familie Ramphastidae (toekans). Deze vogel is genoemd naar de Oostenrijkse natuuronderzoeker Johann Natterer (1787-1843).

## Verspreiding en leefgebied
Deze soort komt voor in het het noordelijke deel van het centrale Amazonebekken van oostelijk Colombia en zuidelijk Venezuela tot noordwestelijk Brazilië.

## Status
De grootte van de populatie is niet gekwantificeerd maar de soort wordt omschreven als niet algemeen voorkomend. Op de Rode lijst van de IUCN heeft deze soort de status niet bedreigd.